# Xiph.Org 재단
Xiph.Org 재단(자이프닷오르그재단)은 무료 멀티미디어 포맷과 소프트웨어 도구를 개발하는 비영리 단체이다. Xiph 재단은 특허가 있는 MP3, AAC에 대항하기 위해 개발된, 오디오 포맷 및 코덱인 Vorbis 등의 Ogg 계열 포맷에 초점을 맞추고 있다. 현재의 개발 작업은 특허된 MPEG-4, 리얼 비디오, WMV에 대항하기 위해 만들어진, 개방형 비특허 영상 포맷 또는 코덱인 Theora에 집중하고 있다.

## 역사
Ogg 컨테이너 포맷의 창설자 크리스 몽고메리는 Xiph.Org의 원형인 Xiphophorus 사를 설립하였다. Ogg 미디어 프로젝트가 된 첫 작업은 1994년에 시작하였다. 'Xiph'는 조직의 원래 이름이었던 'Xiphophorus'의 줄임말이다. 'Xipophorus 회사'라는 이름은 2002년까지 사용되었으며 Xiph.Org로 개명되었다. 1999년 Xiphophorus 사는 자신의 그룹을 웹사이트에서 '사익만을 추구하는 기업들의 지배로부터 인터넷 멀티미디어 재단을 지키기 위해 일하는 자유 오픈 소스 프로그래머들의 분산 집단'으로 정의하였다. 2002년 Xiph.Org 재단은 자신의 그룹을 웹사이트에서 '사익의 지배로부터 인터넷 멀티미디어 재단을 보호하는데 헌신하는 비영리 법인으로 정의하였다. 2003년 3월, Xiph.Org 재단은 미국연방국세청(IRS)으로부터 501(c)(3)비영리 조직으로 인정받았다.

## Xiph.Org 재단 프로젝트
재단 프로젝트는 다음과 같다.

### 컨테이너 포맷
- Ogg-멀티미디어 컨테이너 포맷, 참조 구현, Xiph.org 멀티미디어 코덱을 위한 원본 파일과 스트림 포맷
- RTP

### 코덱
- Vorbis
- Theora
- FLAC
- Speex
- CELT
- Opus
- Tremor

### 미디어 배포 소프트웨어
- CD paranoia
- Icecast
- Ices

### 도우미 라이브러리
- libao
- liboggz
- libfishsound

### 기타 프로젝트
- XSPF
- XiphQT
- oggdsf
- cortado